# 金山元太+金山千恵
金山元太+金山千恵（Genta & Chie Kanayama）はプロダクトデザイナーのユニット。家庭用品、医療機器、住宅設備機器など幅広い分野のデザインを手掛ける。『日々のくらしをちょっと変えるデザイン』をテーマに活動をする。

## 略　歴
金山元太 : 桑沢デザイン研究所卒業、株式会社IDKデザイン研究所（代表者 : 喜多俊之）勤務などを経て、2004年にゲンタチエ デザイン株式会社設立。桑沢デザイン研究所非常勤講師。
金山千恵 : 大阪芸術大学卒業、広告制作会社勤務を経て 桑沢デザイン研究所卒業、2004年にゲンタチエ デザイン株式会社設立に参画。

## 代表作
- TABCOCO (h-concept 2024年）
- REMOCOCO (h-concept 2019年）
- AQUA ACTIVE PAD (PARAMOUNT BED 2012年）
- FuroshikiBag 2 (h-concept 2010年）
- STAND! (marcs international 2005年）
- FuroshikiBag (h-concept 2004年）

## 主な受賞歴
- ドイツiFデザイン賞 FuroshikiBag2（2011年）
- グッドデザイン賞 STAND!（2006年）

## 主な展覧会
- ORIGIN of SIMPLICITY（ADI Design Museum〈イタリア／ミラノ〉2024年）
- マスクノイエ Exhibition “with CREATORS”（国立新美術館内　SFT GALLERY 2021年）
- STEPPING INTO THE LIMELIGHT!　EXPERIMENTAL SHOE DESIGN 展（ドイツ・グラッシィ工芸美術館 2013年）
- 来たれ！未来のクリエーター　桑沢学園のアート＆デザイン展（八王子市夢美術館 2012年）